# Russe blanc (boisson)
Ne doit pas être confondu avec Russes blancs.
Pour les articles homonymes, voir Russe (homonymie) et Blanc (homonymie).
Le Russe blanc (en russe : Белый Русский), également appelée White Russian dans les pays anglophones, est un cocktail dérivé du Black Russian, à base de vodka, de liqueur de café et de crème fraîche, servi avec des glaçons (on the rocks) dans un verre old fashioned.

## Histoire
Les deux cocktails Black Russian et White Russian auraient été créés en 1949 par Gustave Tops, barman belge de l'hôtel Métropole de Bruxelles, en l'honneur de Perle Mesta, ambassadrice des États-Unis au Luxembourg,.
Le White Russian est dérivé du Black Russian (vodka et liqueur de café) avec un ajout de crème fraîche glacée. Ils sont très populaires en Russie, nommés ainsi pour la vodka glacée (principal ingrédient) et probablement en rapport aux hivers blancs emblématiques de Russie. 

## Composition
La recette officielle de l'IBA est de :
- 50 ml de vodka

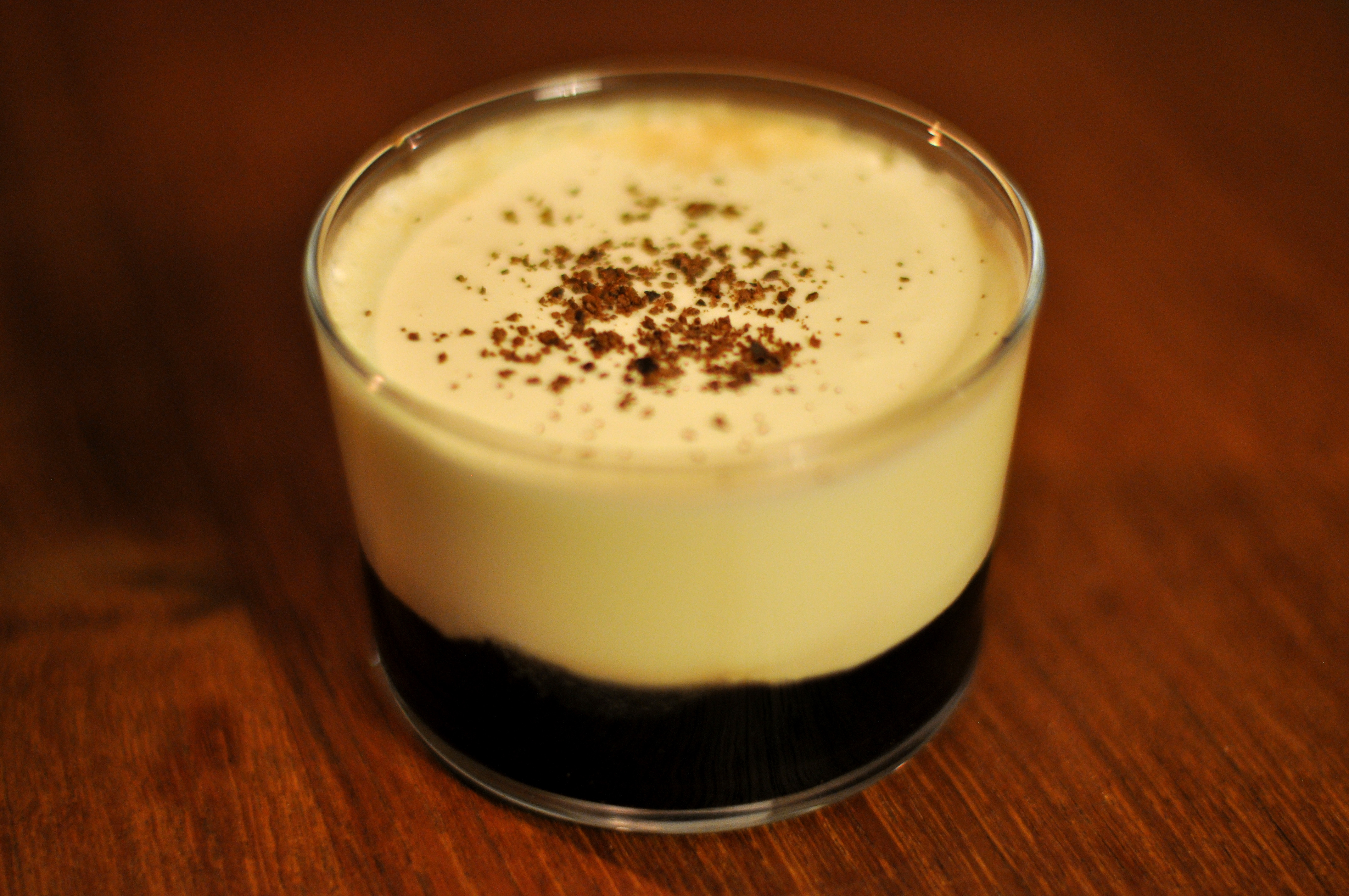

- 20 ml de liqueur de café (Kahlúa ou Tía María)
- Crème fraîche

Verser les ingrédients dans le verre old fashioned rempli de glaçons (on the rocks). Remuer doucement, puis faire flotter de la crème fraîche sur le dessus et incorporer lentement à la cuillère. 
Ou secouer la vodka et la crème fraîche (ou lait ou lait concentré sucré) au shaker avec des glaçons. Verser la liqueur de café sur des glaçons (on the rocks) dans un verre old fashioned, puis le mélange de vodka crème fraîche rafraîchie au shaker le long d'une cuillère. Servir éventuellement avec une gousse de vanille (ou quelques gouttes d'extrait de vanille), de la crème chantilly, et quelques grains de café pour le décor,.

## Variantes

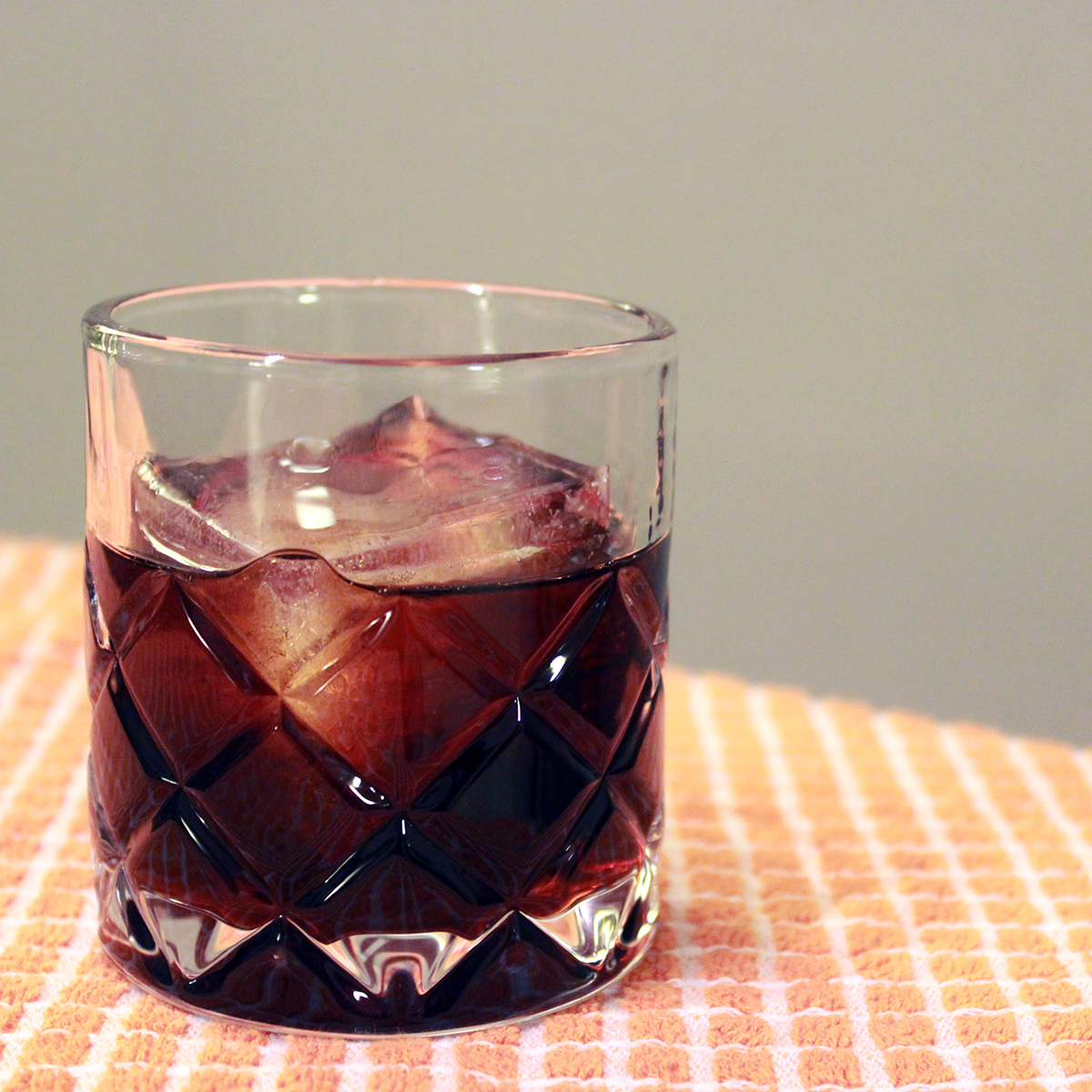
Black Russian, sans crème fraîche.

Il existe suivant les endroits de nombreuses variantes de ce cocktail, dont :
- Black Russian, sans crème fraîche ;
- White Canadian, avec du lait de chèvre à la place du lait de vache ;
- Blind Russian, avec du Baileys Irish Cream à la place du lait ;
- White Mexican, avec du horchata de chufa à la place du lait ;
- White Cuban, avec du rhum à la place de la vodka ;
- White Maple, avec du Sortilège (liqueur de whisky au sirop d'érable) à la place du Kahlúa ;
- Nude Russian, avec quelques gouttes de liqueur de café ;
- Tito Russian, avec du lait de coco à la place du lait.

## Autres variantes
- Affogato (sans vodka, avec glace à la vanille)
- Café glacé (sans vodka ni lait)
- Café liégeois (sans vodka, avec crème glacée)
- Café viennois (sans vodka, avec crème fouetté)
- Espresso Martini (sans lait)
- Irish coffee (avec du whisky)
- Roadrunner (avec Angostura et lait de coco)

## Dans la culture
Dans le film The Big Lebowski de 1998, des frères Coen, le Russe blanc est la boisson favorite du personnage principal surnommé « The Dude ». Il le concocte avec de la crème liquide, du lait et même du lait en poudre, et il le désigne parfois sous le nom « Caucasian » bien qu'il utilise plus régulièrement le nom « White Russian ». Le film contribue à la popularité de ce cocktail et donne naissance dans les pays anglophones à un jeu à boire où il s'agit de regarder le film et de boire un Russe blanc à chaque fois que le « Dude » en boit un.
La boisson est également mentionnée dans le film Catwoman de 2004, par le personnage-titre qui la réclame « sans glace, sans vodka ni Kahlúa », c'est-à-dire exclusivement composée de lait. 
Le groupe de punk rock français Uncommonmenfrommars intitule une chanson White Russian de leur album Functional Dysfunctionality après avoir découvert la boisson lors d'une tournée en Europe de l'Est.
Autres références au Russe blanc dans la culture :
- 1987 : White Russian, chanson du groupe Marillion sur l'album Clutching at Straws
- 2006 : The IT Crowd, série télévisée britannique